# T-baneringen
T-baneringen, også kaldet Ringen, er en del af T-banen i Oslo, der betjener bydele nord for Sentrum. I vest er banen koblet sammen med sammen med Sognsvannsbanen ved Ullevål stadion, mens den i øst er koblet sammen med Grorudbanen ved Carl Berners plass. Den 5 km lange bane blev bygget i 2000-2006 og kostede 1,4 mia. NOK. Som navnet antyder udgør banen en del af en ring sammen med dele af de to tilstødende baner og Fellestunnelen. Den samlede ring er på 13,5 km med 13 stationer.
Banen betjenes af T-banens linje 4 og 5. Linje 4 går fra Bergkrystallen på den østlige Lambertseterbanen via Fellestunnelen, Sognsvannsbanen, T-baneringen, Lørenbanen og Grorudbanen til Vestli. Linje 5 slår knude på sig selv, idet den går fra Vestli ad Grorudbanen, Fellestunnelen, Sognsvannsbanen og T-baneringen, før den endnu en gang går gennem Fellestunnelen til Sognsvannsbanen men nu til endestationen Sognsvann.
Et særligt kendetegn ved de tre stationer undervejs på T-baneringen er, at de har øperroner i stedet for perroner på hver side af sporene, som det ellers er almindeligt i Oslo. T-baneringen er imidlertid forholdsvis kort, så passagerer vil ofte kunne køre begge veje rundt til et givent sted uden større tidsforskel. Især for passagerne til de centrale stationer Jernbanetorget, Stortinget og Nationaltheatret er øperronerne hensigtsmæssige.

## Historie
Banen blev planlagt i 1990'erne, og byggeriet gik i gang i 2000. Første etape fra Ullevål stadion med de to nye stationer Nydalen og Storo åbnede 20. august 2003. Resten af T-baneringen åbnede for trafik 21. august 2006, hvor T-banen også fik sin hidtil nyeste station, Sinsen.
Bygningen af banen har medført, at områderne i nærheden af de nye stationer har kunnet udbygget i langt større grad end tidligere. Nydalen Station betjener således Nydalen, som har fået en af de største koncentrationer af arbejdspladser i Oslo, samtidig med at der er kommer massivt gang i boligbyggeriet i området. Etableringen af Storo og Sinsen Stationer har medført, at det hidtil åbne område i det sydlige Storo, det østlige Sandaker og det nordøstlige Torshovdalen udbygges med over 1.000 lejligheder. Derudover har de nye stationer naturligvis betydet en drastisk forbedring af infrastrukturen for de eksisterende boliger og arbejdspladser. For eksempel steg andelen af tilfredse eller meget tilfredse brugere af kollektiv trafik i Storo/Nydalen-området fra 39 % i 2003 til 74 % i 2007.
3. april 2016 åbnedes Lørenbanen, der er en nordlig forbindelse mellem T-baneringen og Grorudbanen, der gør at tog fra Grorudbanen kan køre nordom ad T-baneringen og ikke nødvendigvis sydom gennem Fellestunnelen. Formålet med anlæggelsen af Lørenbanen var blandt andet at øge kapaciteten på T-banen med op til 30 % og at aflaste Fellesstunnelen gennem Sentrum med et tog fra Grorudbanen, så Østensjøbanen kunne få øget frekvensen fra et til to tog hver kvarter. Desuden etableredes Løren Station i byudviklingsområdet ved Løren, så det kunne få forbindelse med T-banen.

## Drift
Trods navnet betjenes T-baneringen ikke af tog, der til stadighed kører i ring som på Berliner Ringbahn og tidligere Circle Line i London. Det blev overvejet men forkastet, fordi køretiden for en tur rundt er 24 minutter, hvilket passer dårligt med, at T-banelinjerne normalt kører hvert kvarter. Desuden er forsinkelser svære at indhente ved denne form for drift, hvilket i øvrigt også var grunden til, at det blev opgivet på Circle Line.
I stedet blev T-baneringen fra 2006 betjent af linje 4 og 6, der var bundet sammen i en sløjfe. Tog på linje 4 fra Bergkrystallen på den østlige Lambertseterbanen kørte herfra gennem Fellestunnelen til T-baneringen, hvor de på vejen rundt blec til linje 6 og derefter endnu en gang kører gennem Fellestunnelen, før de fortsatte til Sognsvann på den vestlige Sognsvannsbanen. Den vestlige del mellem Ullevål stadion og Storo betjentes desuden af linje 3, der i den modsatte ende kørte til Bøler på Østensjøbanen. 
Ved åbningen af Lørenbanen 3. april 2016 blev linjenettet ændret, så T-baneringen i stedet betjenes af linje 4 og 5. Linje 4 går fra Bergkrystallen på den østlige Lambertseterbanen via Fellestunnelen, Sognsvannsbanen, T-baneringen, Lørenbanen og Grorudbanen til Vestli. Linje 5 slår knude på sig selv, idet den går fra Vestli ad Grorudbanen, Fellestunnelen, Sognsvannsbanen og T-baneringen, før den endnu en gang går gennem Fellestunnelen til Sognsvannsbanen men nu til endestationen Sognsvann.
Ved driftsforstyrrelser i Sentrum kan T-baneringen fungere som en nødløsning, der gør det muligt at komme fra øst til vest. Det kræver dog, at passagerne skifter tog på både Majorstuen og Tøyen.